# Международный аэропорт имени Сардара Валлабхай Пателя
Международный аэропорт имени Сардара Валлабхай Пателя (англ. Sardar Vallabhbhai Patel International Airport) (ИАТА: AMD, ИКАО: VAAH) — седьмой по загруженности аэропорт Индии. Обслуживает два крупных города штата Гуджарат, Ахмадабад и Гандинагар, расположен в 8 км от Железнодорожного вокзала Ахмедабада. Назван в честь политика и бывшего премьер-министра Сардара Валлаббхай Патела. Аэропорт занимает площадь 4,55 кв. км, длина его взлётно-посадочной полосы — 3 600 м. Аэропорт принимает внутренние и международные рейсы.
В аэропорту есть три терминала: внутренний, международный и грузовой. Терминалы используют одни средства обслуживания, однако разделены территориально. В аэропорту 15 стоянок для самолётов, ещё 30 строятся в настоящее время. Международный и Внутренний терминалы имеют 4 телетрапа каждый и 40 стоянок для самолётов. В настоящее время идёт реконструкция обоих терминалов.

## Терминал внутренних рейсов
Открытие нового внутреннего терминала удвоило пропускную способность аэропорта. В новом внутреннем терминале располагаются 20 стоек регистрации, четыре телетрапа и три выхода. Здесь также находится 5-звёздочный ресторан, книжный магазин, магазин сувениров, бутики и VIP-зал, а также несколько кафе. В Терминале также есть три багажные ленты, обменный пункт и пункт заказа такси. Аэропорт является хабом для нескольких индийских авиакомпаний, таких как Air India, Kingfisher Airlines, GoAir, SpiceJet, Jet Airways и JetLite.

## Международный терминал
В настоящее время идёт реконструкция международного терминала, после ввода в эксплуатацию пропускная способность аэропорта удвоится. В настоящее время в терминале 15 стоек регистрации, обслуживающие 9 авиакомпаний. В зале вылета находится ресторан, магазины беспошлинной торговли, книжные и сувенирные магазины. В зале прибытия находится единственный выход, две багажные ленты, пункт обмена валюты и кафе.
Правительство штата Гуджарат предложило проект строительства нового международного аэропорта в Федара, недалеко от порта Долера в Камбейском заливе.

## Авиакомпании и назначения

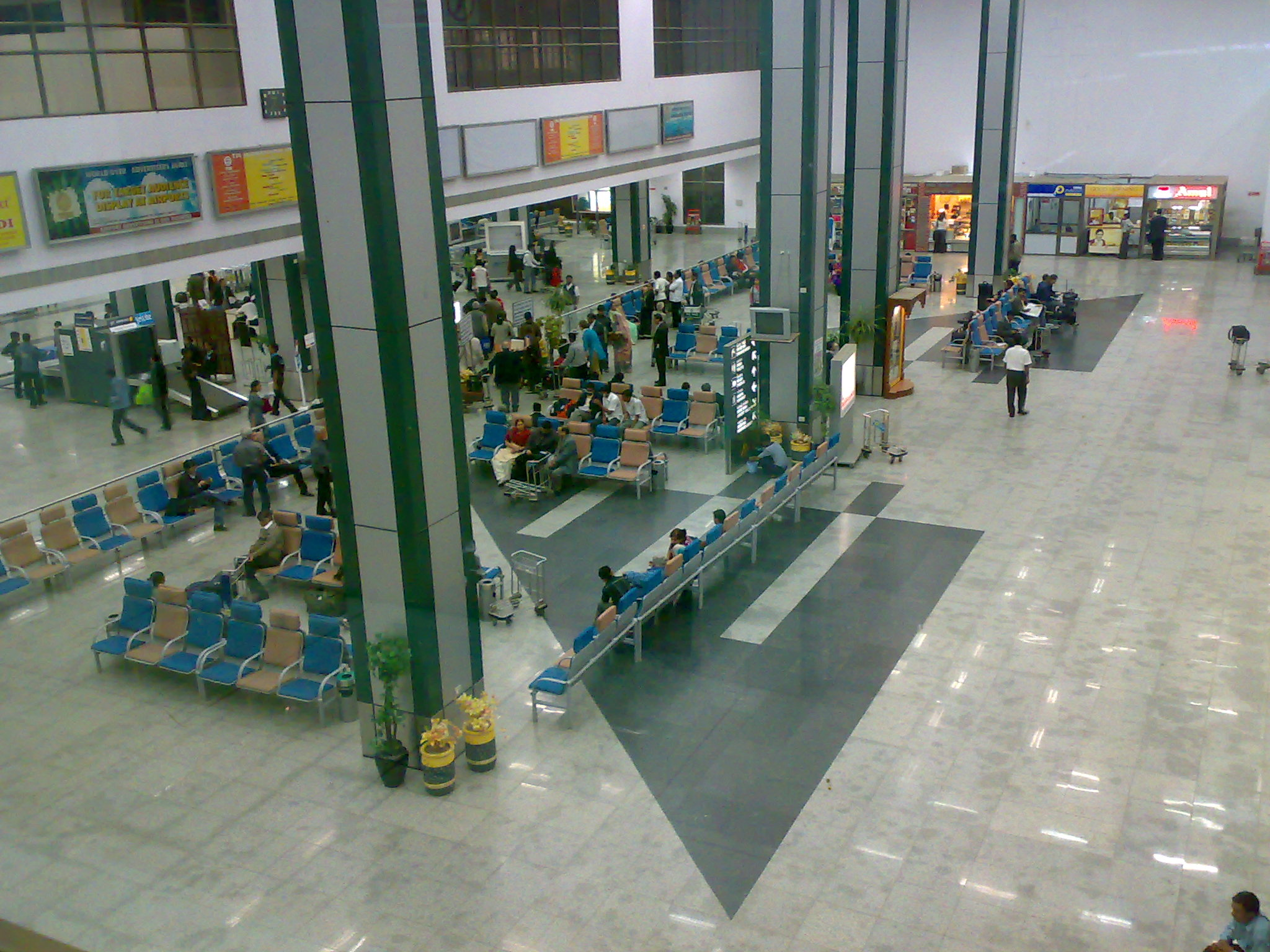
Внешний вид нового терминала

### Терминал 1 Внутренний
- Air India (Мумбаи)
  - оператор Indian Airlines (Дели, Хайдарабад, Джайпур, Калькутта, Мумбаи, Вадодара)
  - оператор Air India Express (Мумбаи, Нагпур)
- GoAir (Мумбаи)
- IndiGo Airlines (Дели, Калькутта, Пуна, Джайпур, Бангалор)
- Jet Airways (Бхопал, Ченнай, Дели, Хайдарабад, Индор, Калькутта, Мумбаи, Райпур, Пуна)
  - операторJetLite (Бангалор, Дели, Хайдарабад, Джайпур, Калькутта)
- Kingfisher Airlines (Дели, Гувахати, Индор, Калькутта, Мумбаи, Пуна, Райпур)
  - оператор Kingfisher Red (Бангалор, Ченнай, Коимбатор, Хайдарабад, Мумбаи)
- SpiceJet (Бангалор, Ченнай, Коимбатор, Дели, Мумбаи)
- Paramount Airways (Ченнай, Коимбатор)

### Терминал 2 Международный
- Air Arabia (Шарджа)
- Air India (Лондон-Хитроу, Мумбаи, Ньюарк)
  - операторIndian Airlines (Кувейт, Мумбаи, Маскат)
  - оператор Air India Express (Дубай, Нагпур)
- Emirates Airline (Дубай)
- Qatar Airways (Доха)
- Singapore Airlines (Сингапур)

### Терминал 3 Грузовой

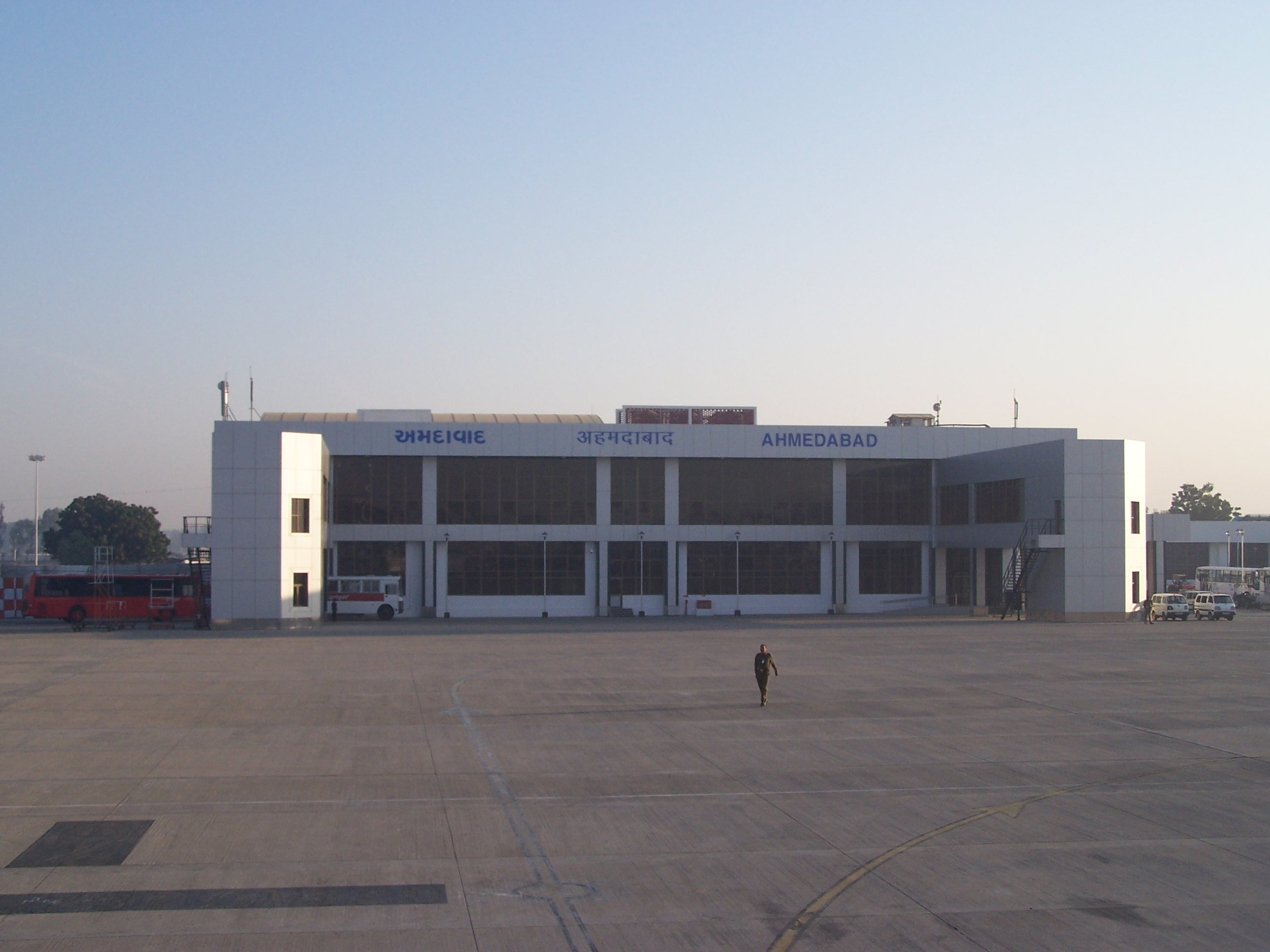
Вид с воздуха на Внутренний Терминал

- Air India Cargo (Нью-Дели, Мумбаи , Ченнай, Калькутта, Франкфурт, Даммам, Лондон-Хитроу, Париж-Шарль де Голль)
- Blue Dart Aviation (Бангалор, Ченнай, Дели, Хайдарабад, Джайпур, Калькутта, Мумбаи, Гоа)
- Emirates SkyCargo (Дубай)
- Gati
- Jet Airways (Дели)
- Qatar Airways Cargo (Доха)
- Singapore Airlines Cargo (Сингапур)
- Kingfisher Cargo (Бангалор, Калькутта, Ченнай, Кочин, Гоа, Хайдарабад, Лакнау, Мумбаи, Тривандрум)
- Air Deccan Cargo (оператор Kingfisher Cargo)
- Spice Jet Cargo

## Происшествия
12 июня 2025 года при вылете из аэропорта потерпел крушение пассажирский самолёт Boeing 787 авиакомпании Air India, совершавший рейс 171 Ахмадабад-Лондон. На борту по официальным сведениям находилось 242 человека.